# 호사북방오리
호사북방오리는 기러기목 오리과의 길잃은새(미조)이다.

## 생김새
수컷은 머리가 푸른색이고 눈 아래는 엹은 녹색이다. 이마는 등색이고 어깨에 짧은 돛 같은 깃이 돌출되어 있다. 암컷은 전체적으로 황갈색이다. 부리가 길고 높이가 높다.

## 생태
캐나다 연안, 그린란드 연안, 시베리아 연안 북극해 등에서 번식하고 알류샨열도, 뉴펀들랜드 연안 등에서 월동한다. 한국에서 2009년 1월 아야진항에서 암컷 1개체 2009년 1월 울진에서 수컷 1개체가 관찰된 기록이 있다.
바다에서 생활하고 갑각류, 조개류 등을 먹는다.